# Arxius Arolsen
Els Arxius Arolsen són un arxiu i centre de recerca sobre la persecució de persones, l'holocaust i el treball forçat pels nazis durant la dictadura feixista a Alemanya i les regions ocupades entre 1933 i 1945. Amb informació sobre uns 17,5 milions de persones i uns 55 milions de documents i objectes, és una de les col·leccions més grosses del món sobre el nazisme. Abans era conegut com a International Tracking Service (ITS o «servei internacional de localització de persones»). Va ser creat el 1943 per la branca britànica de la Creu Roja. El 2011 hi treballaven uns tres-centes persones. L'arxiu està supervisat per un comitè internacional, en el qual hi ha representants d'onze països: Alemanya, Bèlgica, Estats Units, França, Grècia, Israel, Itàlia, Luxemburg, Països Baixos, Polònia i Regne Unit.
El 2019, per facilitar la recerca, van crear la web «Arolsen Archives Online» amb milions de documents en línia d'accés obert. Per desenvolupar una web de consulta fàcil, ha col·laborat amb el centre israelià Iad va-Xem.

## Història
L'any 1943, la prefectura de les Forces Aliades va encarregar la secció internacional de la Creu Roja britànica per establir un servei de registre i localització de persones desaparegudes. L'Oficina Central de Localització (ITS) es estrenar formalment el 15 de febrer de 1944. A mesura que es desenvolupava la guerra, l'oficina es va traslladar de Londres a Versalles, després a Frankfurt del Main, i finalment a la ciutat de Bad Arolsen, un lloc central entre les zones d'ocupació aliada i tenia una infraestructura intacta no afectada per la guerra. De 1955 a 2012 el Comitè Internacional de la Creu Roja (ICRC) en tenia la gestió. Fins a 2007 no era accessible als cercadors i historiadors i només responia a qüestions concretes de víctimes del nazisme o dels seus hereus. Sobretot els representants dels Estats Units van insistir al comitè internacional a obrir l'arxiu a tothom. El gener 2013, la gestió en va passar a l'Arxiu Federal alemany (Bundesarchiv), sempre supervisat pel Comitè Internacional.

## Espanyols a l'arxiu
L'historiador Antonio Muñoz Sánchez hi ha traçat objectes sobre uns vuitanta espanyols deportats, dels quals ha començat a cercar-ne els hereus. Aquesta recerca està dificultat perquè, en contra d'altres països com l'Alemanya, Espanya no obre els seus arxius. Muñoz estima que a més dels deu mil deportats, uns cent mil exiliats de la dictadura franquista van anar a camps d'internament, camps de treball forçat, etc.
El 2021, van organitzar una exposició itinerant Stolen Memory (Memòria robada) d'objectes personals a diversos camps de concentració nazis pertanyents entre d'altres a deportats catalans i espanyols, en col·laboració amb Museu Memorial de l'Exili (MUME) a La Jonquera. S'hi han pogut identificar uns propietaris i restituir-les als descendents. Els Arxius Arolsen han cedit al MUME per dos anys més objectes personals en esperar trobar familiars dels propietaris. A poc a poc, gràcies a l'obertura de l'arxiu en línia, es comença a identificar més persones dels Països Catalans.

## Reconeixement
El 2020, la web «Arolsen Archives Online» va rebre el premi Europa Nostra per Educació, Formació i Sensibilització. Segons l'informe dels jurats: «L'èxit d'aquest projecte de conscienciació està en la digitalització d'uns 30 milions de documents i l'accés obert. El treball col·laboratiu amb altres institucions d'arreu del món ha enriquit encara més la base de dades. […] L'arxiu ha registrat un nombre impressionant d'usuaris del portal i ha inclòs activitats paral·leles en educació i sensibilització.»